# Time passages live
Time passages live is een livealbum van Al Stewart. Het verscheen pas in 2002, de opnamen werden gemaakt tijdens een concert in Chicago in juli 1978. Het zou gaan op opnamen die eerder verschenen zijn van een promotiealbum The live radio concert album, bij fans bekend als The blue album. Die werd in 1978 op zeer beperkte schaal uitgegeven en in 2002 omgezet naar compact disc. Het kwam uit in een periode dat het uitermate stil was rond Al Stewart.

## Musici
- Al Stewart zang, gitaar
- Peter White – toetsinstrumenten, gitaar
- Robin Lamble – basgitaar
- Phil Kenzie – saxofoon
- Robert Alpert – toetsinstrumenten
- Krysia Krystianne – toetsinstrumenten, achtergrondzang
- Harry Stinson – slagwerk
- Adam Yurman – gitaar
- Arthut Tupeny-Rice - slaggitaar

## Muziek
| Nr. | Titel              | Duur |
| --- | ------------------ | ---- |
| 1.  | On the border      | 3:46 |
| 2.  | Sirens of Titan    | 3:35 |
| 3.  | Time passages      | 6:35 |
| 4.  | Roads to Moscow    | 8:45 |
| 5.  | Life in dark water | 6:00 |
| 6.  | Valentina Way      | 4:04 |
| 7.  | Year of the cat    | 9:25 |
| 8.  | Pink Panther theme | 2:59 |
| 9.  | Song on the radio  | 6:31 |